# Gran Premio Costa Azzurra
Gran Premio Costa Azzurra är ett travlopp för femåriga och äldre hingstar/valacker och ston som äger rum i mitten av april på Ippodromo Vinovo i Turin i Italien. Det är ett Grupp 1-lopp. 
Loppet körs över 1 600 meter på banan Ippodromo Vinovo, med autostart. Den samlade prissumman i loppet varierar mellan 180 000 euro till 220 000 euro, förstapriset i 2021 års upplaga var 75 000 euro.
Loppet har körts sedan 1963 och då var distansen 1 600 meter men under åren 1966-1978 så kördes loppet över 1640 meter, men sedan 1979 så körs loppet igen över 1 600 meter.
Löpnings rekordet innehar Billie de Montfort som hon satte under 2021 års upplaga av loppet.

## Vinnare[2]
| År   | Häst               | Far              | Kusk                  | Tränare               | Distans | Tid/km |
| ---- | ------------------ | ---------------- | --------------------- | --------------------- | ------- | ------ |
| 2024 | Banderas Bi        | Ganymede         | Antonio Velotti       | Alessandro Gocciadoro | 1 600 m | 1'11"8 |
| 2023 | Vivid Wise As      | Yankee Glide     | Matthieu Abrivard     | Alessandro Gocciadoro | 1 600 m | 1'11"1 |
| 2022 | Vernissage Grif    | Varenne          | Alessandro Gocciadoro | Alessandro Gocciadoro | 1 600 m | 1'10"9 |
| 2021 | Billie de Montfort | Jasmin de Flore  | Gabriele Gelormini    | Sébastien Guarato     | 1 600 m | 1'11"1 |
| 2020 | Cokstile           | Quite Easy U.S.  | Antonio di Nardo      | Gennaro Casillo       | 1 600 m | 1'11"2 |
| 2019 | Arazi Boko         | Varenne          | Alessandro Gocciadoro | Alessandro Gocciadoro | 1 600 m | 1'11"4 |
| 2018 | Tamure Roc         | Exploit Caf      | Santo Mollo           | Fausto Barelli        | 1 600 m | 1'14"1 |
| 2017 | Un Mec d'Héripré   | Orlando Vici     | Jos Verbeeck          | Philippe Billard      | 1 600 m | 1'11"8 |
| 2016 | Pascia’ Lest       | Varenne          | Pietro Gubellini      | Fabrice Souloy        | 1 600 m | 1'11"3 |
| 2015 | Pace del Rio       | Varenne          | Santo Mollo           | Massimo Finetti       | 1 600 m | 1'12"2 |
| 2014 | Napoleon Bar       | Varenne          | Enrico Bellei         | Fabrice Souloy        | 1 600 m | 1'11"3 |
| 2013 | Mack Grace Sm      | CC's Chuckie T   | Roberto Andreghetti   | Lucio Colletti        | 1 600 m | 1'11"8 |
| 2012 | Napoleon Bar       | Varenne          | Enrico Bellei         | Fabrice Souloy        | 1 600 m | 1'12"0 |
| 2011 | Lisa America       | Varenne          | Torbjörn Jansson      | Jerry Riordan         | 1 600 m | 1'12"5 |
| 2010 | La Dany Bar        | Love You         | Marco Smorgon         | Marco Smorgon         | 1 600 m | 1'11"5 |
| 2009 | Opal Viking        | Turnpike Taylor  | Jorma Kontio          | Nils Enqvist          | 1 600 m | 1'12"8 |
| 2008 | Gorniz             | Ganymede         | Gennaro Casillo       | Claus Ernst Hollmann  | 1 600 m | 1'12"3 |
| 2007 | Frisky Bieffe      | Indro Park       | Pietro Gubellini      | Edoardo Gubellini     | 1 600 m | 1'12"8 |
| 2006 | Smashing Victory   | Smasher          | Björn Goop            | Olle Goop             | 1 600 m | 1'12"6 |
| 2005 | Gigant Neo         | Super Arnie      | Jos Verbeeck          | Stefan Melander       | 1 600 m | 1'12"0 |
| 2004 | Prime Prospect     | Primrose Lane    | Enrico Bellei         | Holger Ehlert         | 1 600 m | 1'12"3 |
| 2003 | Brandy Dei Fiori   | Waikiki Beach    | Fabrizio Ciulla       | Moreno Monti          | 1 600 m | 1'13"9 |
| 2002 | Brads Photo        | S J's Photo      | Enrico Bellei         | Holger Ehlert         | 1 600 m | 1'14"0 |
| 2001 | Uniforz            | Crown's Cristy   | Andrea Guzzinati      | Giuseppe Guzzinati    | 1 600 m | 1'14"1 |
| 2000 | Moni Maker         | Speedy Crown     | Jimmy Takter          | Jimmy Takter          | 1 600 m | 1'12"7 |
| 1999 | Louise Laukko      | Fly Caster       | Jorma Kontio          | Anders Lindqvist      | 1 600 m | 1'13"3 |
| 1998 | Moni Maker         | Speedy Crown     | Wally Hennessey       | Jimmy Takter          | 1 600 m | 1'13"6 |
| 1997 | Crowning Classic   | Crowning Point   | Mauro Baroncini       | Walter Baroncini      | 1 600 m | 1'13"7 |
| 1996 | Crowning Classic   | Crowning Point   | Mauro Baroncini       | Mauro Baroncini       | 1 600 m | 1'12"4 |
| 1995 | Houston Laukko     | Choctaw Brave    | Jorma Kontio          | Pekka Yli-Houhala     | 1 600 m | 1'13"6 |
| 1994 | Uconn Don          | Super Bowl       | Andrea Baveresi       | Andrea Baveresi       | 1 600 m | 1'13"2 |
| 1993 | Columnist          | Speedy Crown     | Giuseppe Guzzinati    | Giuseppe Guzzinati    | 1 600 m | 1'13"0 |
| 1992 | Atas Fighter L.    | Quick Pay        | Jim Frick             | Torbjörn Jansson      | 1 600 m | 1'14"1 |
| 1991 | Peace Corps        | Baltic Speed     | Stig H Johansson      | Stig H Johansson      | 1 600 m | 1'13"5 |
| 1990 | Friendly Face      | Speedy Somolli   | Pekka Korpi           | Pekka Korpi           | 1 600 m | 1'13"8 |
| 1989 | Hollyhurst         | Florida Pro      | Lorenzo Baldi         |                       | 1 600 m | 1'15"2 |
| 1988 | Hollyhurst         | Florida Pro      | Giancarlo Baldi       |                       | 1 600 m | 1'14"8 |
| 1987 | Esotico Prad       | Sharif di Iesolo | Giuseppe Guzzinati    |                       | 1 600 m | 1'13"9 |
| 1986 | Glenn Kosmos       | Speedy Crown     | Likka Korpi           |                       | 1 600 m | 1'15"0 |
| 1985 | The Onion          | Quick Pay        | Stig H Johansson      | Stig H Johansson      | 1 600 m | 1'14"1 |
| 1984 | U.S.Thor Viking    | Nevele Pride     | William Casoli        |                       | 1 600 m | 1'15"0 |
| 1983 | Ghendero           | Sharif di Iesolo | Giuseppe Rossi        |                       | 1 600 m | 1'15"2 |
| 1982 | Hetre Vert         | Sabi Pas         | Enzo Malvicini        |                       | 1 600 m | 1'16"1 |
| 1981 | Idéal du Gazeau    | Alexis III       | Eugène Lefèvre        | Eugène Lefèvre        | 1 600 m | 1'15"2 |
| 1980 | Idéal du Gazeau    | Alexis III       | Eugène Lefèvre        | Eugène Lefèvre        | 1 600 m | 1'15"6 |
| 1979 | The Last Hurrah    | Ayres            | Vivaldo Baldi         |                       | 1 600 m | 1'14"4 |
| 1978 | The Last Hurrah    | Ayres            | Vivaldo Baldi         |                       | 1 640 m | 1'15"8 |
| 1977 | Waymaker           | Star's Pride     | Giovanni Ceccato      |                       | 1 640 m | 1'15"5 |
| 1976 | Bellino II         | Boum III         | Jean Réne Gougeon     | Maurice Macheret      | 1 640 m | 1'14"5 |
| 1975 | Dimitria           | Mario            | Léopold Verroken      |                       | 1 640 m | 1'15"8 |
| 1974 | Top Hanover        | Ayres            | Gerhard Krüger        |                       | 1 640 m | 1'17"2 |
| 1973 | Carosio            | Hurst Hanover    | Giancarlo Baldi       |                       | 1 640 m | 1'16"4 |
| 1972 | Dart Hanover       | Hoot Mon         | Berndt Lindstedt      | Berndt Lindstedt      | 1 640 m | 1'16"1 |
| 1971 | Une de Mai         | Kerjacques       | Jean Réne Gougeon     | Jean Réne Gougeon     | 1 640 m | 1'18"7 |
| 1970 | Une de Mai         | Kerjacques       | Jean Réne Gougeon     | Jean Réne Gougeon     | 1 640 m | 1'15"8 |
| 1969 | Tidalium Pelo      | Jidalium         | Jéan Mary             |                       | 1 640 m | 1'16"3 |
| 1968 | Eileen Eden        | Spectator        | Johannes Frömming     | Johannes Frömming     | 1 640 m | 1'16"8 |
| 1968 | Roquépine          | Atus II          | Henri Levesque        | Henri Levesque        | 1 640 m | 1'16"8 |
| 1967 | Roquépine          | Atus II          | Henri Levesque        | Henri Levesque        | 1 640 m | 1'17"2 |
| 1966 | Marengo Hanover    | Hickory Smoke    | William Casoli        |                       | 1 640 m | 1'17"2 |
| 1965 | Elma               | Hickory Smoke    | Johannes Frömming     | Johannes Frömming     | 1 600 m | 1'16"1 |
| 1964 | Nixon              | Star's Pride     | Ermanno Lizzi         |                       | 1 600 m | 1'17"4 |
| 1963 | Firestar           | Star's Pride     | Gioacchino Ossani     |                       | 1 600 m | 1'17"4 |